# Associação Internacional para o Desenvolvimento da Apneia
A Associação Internacional para o Desenvolvimento da Apnéia (AIDA) é uma entidade criada por mergulhadores apneístas, com a função de regulamentar e proteger os atletas desta modalidade desportiva.
A Sessão Brasil foi fundada em 4 de abril de 2000, dando continuidade aos trabalhos iniciado pela AIDA Internacional desde 1992, na França.
A AIDA Brasil tem por objetivos:
- Desenvolvimento de atividades esportivas de apnéia;
- Desenvolvimento da apnéia de massa (lazer) e de alto nível (competição);
- Definir as regras;
- Controlar as competições de apnéia;
- Fornecer as condições de segurança e organização;
- Homologação de recordes de apnéia;
- Formar juízes para homologação de recordes nacionais;
- Favorecer o ensinamento da apnéia;
- Formar instrutores;
- Produzir documentos para o desenvolvimento da apnéia;